# Stary Folwark (Lubasz)
Stary Folwark – część wsi Lubasz w Polsce, położona w województwie małopolskim, w powiecie dąbrowskim, w gminie Szczucin.
W latach 1975–1998 Stary Folwark administracyjnie należał do województwa tarnowskiego.
Nazwę zniesiono z 2023 r.